# Jean-Luc Moreul
Jean-Luc Moreul (né le 26 mai 1959 à Saint-Méen-le-Grand,) est un coureur cycliste français, principalement actif dans les années 1980.

## Biographie
Ancien membre de l'équipe de France amateurs, Jean-Luc Moreul a été licencié à l'UC Guinefort. Il a notamment remporté plusieurs titres de champion de France du contre-la-montre par équipes et diverses étapes de l'Essor breton.  

## Palmarès
- 1980
  - 2e étape des Boucles de la Mayenne
  - 2e des Boucles de la Mayenne
- 1981
  - 1re étape de l'Essor breton
- 1982
  -  Champion de France du contre-la-montre par équipes
  - 2e du Tour d'Ille-et-Vilaine
  - 2e du Chrono Madeleinois
- 1983
  -  Champion de France du contre-la-montre par équipes
- 1984
  - 2e du championnat de France du contre-la-montre par équipes
- 1985
  -  Champion de France du contre-la-montre par équipes
  - 2e étape de l'Essor breton
- 1986
  -  Champion de France du contre-la-montre par équipes
- 1988
  - 2e du Souvenir Louison-Bobet
  - 3e du Circuit du Morbihan
- 1990
  - 2e du Grand Prix de Névez